# كيلي بيشوب
كارول «كيلي» بيشوب (بالإنجليزية: Kelly Bishop)‏ (28 فبراير 1944) ممثلة أمريكية بدأت مجالها الفني في عام 1962 .

## روابط خارجية
- كيلي بيشوب على موقع IMDb (الإنجليزية)
- كيلي بيشوب على موقع روتن توميتوز (الإنجليزية)
- كيلي بيشوب على موقع ألو سيني (الفرنسية)
- كيلي بيشوب على موقع ميوزك برينز (الإنجليزية)
- كيلي بيشوب على موقع أول موفي (الإنجليزية)
- كيلي بيشوب على موقع قاعدة بيانات برودواي على الإنترنت (الإنجليزية)
- كيلي بيشوب على موقع قاعدة بيانات الأفلام السويدية (السويدية)
- كيلي بيشوب على موقع إن إن دي بي (الإنجليزية)
- كيلي بيشوب على موقع قاعدة بيانات الفيلم (الإنجليزية)
- كيلي بيشوب على موقع كينوبويسك (الروسية)
- Kelly Bishop cast bio on The CW